# ヴークアン県
ヴークアン県（ヴークアンけん、ベトナム語：Huyện Vũ Quang / 縣霧光? ）は、ベトナム社会主義共和国ハティン省の県。面積は622.84 km²、人口は35,877人（2009年）である。

## 行政区画
1市鎮9社を管轄する。